# Iakov Vladimirov
Pour les articles homonymes, voir Vladimirov.
Iakov Gueorguievitch Vladimirov (en russe : Яков Георгиевич Владимиров), né le 22 juillet 1935 à Moscou, est un compositeur de problèmes d'échecs russe. Il est maître international pour la composition échiquéenne depuis 1967 et grand maître international pour la composition échiquéenne depuis 1988.

## Un problème de Iakov Vladimirov
|   | a | b | c | d | e | f | g | h |   |
| 8 | Cavalier blanc sur case blanche d7 · Pion blanc sur case blanche f7 · Pion noir sur case blanche g6 · Dame noire sur case noire h6 · Roi noir sur case blanche d5 · Fou blanc sur case noire e5 · Pion noir sur case noire g5 · Tour blanche sur case blanche c4 · Fou noir sur case noire a3 · Pion blanc sur case noire g3 · Pion noir sur case blanche h3 · Fou blanc sur case blanche a2 · Pion blanc sur case noire b2 · Pion blanc sur case noire f2 · Roi blanc sur case blanche b1 · Cavalier noir sur case noire e1 | Cavalier blanc sur case blanche d7 · Pion blanc sur case blanche f7 · Pion noir sur case blanche g6 · Dame noire sur case noire h6 · Roi noir sur case blanche d5 · Fou blanc sur case noire e5 · Pion noir sur case noire g5 · Tour blanche sur case blanche c4 · Fou noir sur case noire a3 · Pion blanc sur case noire g3 · Pion noir sur case blanche h3 · Fou blanc sur case blanche a2 · Pion blanc sur case noire b2 · Pion blanc sur case noire f2 · Roi blanc sur case blanche b1 · Cavalier noir sur case noire e1 | Cavalier blanc sur case blanche d7 · Pion blanc sur case blanche f7 · Pion noir sur case blanche g6 · Dame noire sur case noire h6 · Roi noir sur case blanche d5 · Fou blanc sur case noire e5 · Pion noir sur case noire g5 · Tour blanche sur case blanche c4 · Fou noir sur case noire a3 · Pion blanc sur case noire g3 · Pion noir sur case blanche h3 · Fou blanc sur case blanche a2 · Pion blanc sur case noire b2 · Pion blanc sur case noire f2 · Roi blanc sur case blanche b1 · Cavalier noir sur case noire e1 | Cavalier blanc sur case blanche d7 · Pion blanc sur case blanche f7 · Pion noir sur case blanche g6 · Dame noire sur case noire h6 · Roi noir sur case blanche d5 · Fou blanc sur case noire e5 · Pion noir sur case noire g5 · Tour blanche sur case blanche c4 · Fou noir sur case noire a3 · Pion blanc sur case noire g3 · Pion noir sur case blanche h3 · Fou blanc sur case blanche a2 · Pion blanc sur case noire b2 · Pion blanc sur case noire f2 · Roi blanc sur case blanche b1 · Cavalier noir sur case noire e1 | Cavalier blanc sur case blanche d7 · Pion blanc sur case blanche f7 · Pion noir sur case blanche g6 · Dame noire sur case noire h6 · Roi noir sur case blanche d5 · Fou blanc sur case noire e5 · Pion noir sur case noire g5 · Tour blanche sur case blanche c4 · Fou noir sur case noire a3 · Pion blanc sur case noire g3 · Pion noir sur case blanche h3 · Fou blanc sur case blanche a2 · Pion blanc sur case noire b2 · Pion blanc sur case noire f2 · Roi blanc sur case blanche b1 · Cavalier noir sur case noire e1 | Cavalier blanc sur case blanche d7 · Pion blanc sur case blanche f7 · Pion noir sur case blanche g6 · Dame noire sur case noire h6 · Roi noir sur case blanche d5 · Fou blanc sur case noire e5 · Pion noir sur case noire g5 · Tour blanche sur case blanche c4 · Fou noir sur case noire a3 · Pion blanc sur case noire g3 · Pion noir sur case blanche h3 · Fou blanc sur case blanche a2 · Pion blanc sur case noire b2 · Pion blanc sur case noire f2 · Roi blanc sur case blanche b1 · Cavalier noir sur case noire e1 | Cavalier blanc sur case blanche d7 · Pion blanc sur case blanche f7 · Pion noir sur case blanche g6 · Dame noire sur case noire h6 · Roi noir sur case blanche d5 · Fou blanc sur case noire e5 · Pion noir sur case noire g5 · Tour blanche sur case blanche c4 · Fou noir sur case noire a3 · Pion blanc sur case noire g3 · Pion noir sur case blanche h3 · Fou blanc sur case blanche a2 · Pion blanc sur case noire b2 · Pion blanc sur case noire f2 · Roi blanc sur case blanche b1 · Cavalier noir sur case noire e1 | Cavalier blanc sur case blanche d7 · Pion blanc sur case blanche f7 · Pion noir sur case blanche g6 · Dame noire sur case noire h6 · Roi noir sur case blanche d5 · Fou blanc sur case noire e5 · Pion noir sur case noire g5 · Tour blanche sur case blanche c4 · Fou noir sur case noire a3 · Pion blanc sur case noire g3 · Pion noir sur case blanche h3 · Fou blanc sur case blanche a2 · Pion blanc sur case noire b2 · Pion blanc sur case noire f2 · Roi blanc sur case blanche b1 · Cavalier noir sur case noire e1 | 8 |
| 7 | Cavalier blanc sur case blanche d7 · Pion blanc sur case blanche f7 · Pion noir sur case blanche g6 · Dame noire sur case noire h6 · Roi noir sur case blanche d5 · Fou blanc sur case noire e5 · Pion noir sur case noire g5 · Tour blanche sur case blanche c4 · Fou noir sur case noire a3 · Pion blanc sur case noire g3 · Pion noir sur case blanche h3 · Fou blanc sur case blanche a2 · Pion blanc sur case noire b2 · Pion blanc sur case noire f2 · Roi blanc sur case blanche b1 · Cavalier noir sur case noire e1 | Cavalier blanc sur case blanche d7 · Pion blanc sur case blanche f7 · Pion noir sur case blanche g6 · Dame noire sur case noire h6 · Roi noir sur case blanche d5 · Fou blanc sur case noire e5 · Pion noir sur case noire g5 · Tour blanche sur case blanche c4 · Fou noir sur case noire a3 · Pion blanc sur case noire g3 · Pion noir sur case blanche h3 · Fou blanc sur case blanche a2 · Pion blanc sur case noire b2 · Pion blanc sur case noire f2 · Roi blanc sur case blanche b1 · Cavalier noir sur case noire e1 | Cavalier blanc sur case blanche d7 · Pion blanc sur case blanche f7 · Pion noir sur case blanche g6 · Dame noire sur case noire h6 · Roi noir sur case blanche d5 · Fou blanc sur case noire e5 · Pion noir sur case noire g5 · Tour blanche sur case blanche c4 · Fou noir sur case noire a3 · Pion blanc sur case noire g3 · Pion noir sur case blanche h3 · Fou blanc sur case blanche a2 · Pion blanc sur case noire b2 · Pion blanc sur case noire f2 · Roi blanc sur case blanche b1 · Cavalier noir sur case noire e1 | Cavalier blanc sur case blanche d7 · Pion blanc sur case blanche f7 · Pion noir sur case blanche g6 · Dame noire sur case noire h6 · Roi noir sur case blanche d5 · Fou blanc sur case noire e5 · Pion noir sur case noire g5 · Tour blanche sur case blanche c4 · Fou noir sur case noire a3 · Pion blanc sur case noire g3 · Pion noir sur case blanche h3 · Fou blanc sur case blanche a2 · Pion blanc sur case noire b2 · Pion blanc sur case noire f2 · Roi blanc sur case blanche b1 · Cavalier noir sur case noire e1 | Cavalier blanc sur case blanche d7 · Pion blanc sur case blanche f7 · Pion noir sur case blanche g6 · Dame noire sur case noire h6 · Roi noir sur case blanche d5 · Fou blanc sur case noire e5 · Pion noir sur case noire g5 · Tour blanche sur case blanche c4 · Fou noir sur case noire a3 · Pion blanc sur case noire g3 · Pion noir sur case blanche h3 · Fou blanc sur case blanche a2 · Pion blanc sur case noire b2 · Pion blanc sur case noire f2 · Roi blanc sur case blanche b1 · Cavalier noir sur case noire e1 | Cavalier blanc sur case blanche d7 · Pion blanc sur case blanche f7 · Pion noir sur case blanche g6 · Dame noire sur case noire h6 · Roi noir sur case blanche d5 · Fou blanc sur case noire e5 · Pion noir sur case noire g5 · Tour blanche sur case blanche c4 · Fou noir sur case noire a3 · Pion blanc sur case noire g3 · Pion noir sur case blanche h3 · Fou blanc sur case blanche a2 · Pion blanc sur case noire b2 · Pion blanc sur case noire f2 · Roi blanc sur case blanche b1 · Cavalier noir sur case noire e1 | Cavalier blanc sur case blanche d7 · Pion blanc sur case blanche f7 · Pion noir sur case blanche g6 · Dame noire sur case noire h6 · Roi noir sur case blanche d5 · Fou blanc sur case noire e5 · Pion noir sur case noire g5 · Tour blanche sur case blanche c4 · Fou noir sur case noire a3 · Pion blanc sur case noire g3 · Pion noir sur case blanche h3 · Fou blanc sur case blanche a2 · Pion blanc sur case noire b2 · Pion blanc sur case noire f2 · Roi blanc sur case blanche b1 · Cavalier noir sur case noire e1 | Cavalier blanc sur case blanche d7 · Pion blanc sur case blanche f7 · Pion noir sur case blanche g6 · Dame noire sur case noire h6 · Roi noir sur case blanche d5 · Fou blanc sur case noire e5 · Pion noir sur case noire g5 · Tour blanche sur case blanche c4 · Fou noir sur case noire a3 · Pion blanc sur case noire g3 · Pion noir sur case blanche h3 · Fou blanc sur case blanche a2 · Pion blanc sur case noire b2 · Pion blanc sur case noire f2 · Roi blanc sur case blanche b1 · Cavalier noir sur case noire e1 | 7 |
| 6 | Cavalier blanc sur case blanche d7 · Pion blanc sur case blanche f7 · Pion noir sur case blanche g6 · Dame noire sur case noire h6 · Roi noir sur case blanche d5 · Fou blanc sur case noire e5 · Pion noir sur case noire g5 · Tour blanche sur case blanche c4 · Fou noir sur case noire a3 · Pion blanc sur case noire g3 · Pion noir sur case blanche h3 · Fou blanc sur case blanche a2 · Pion blanc sur case noire b2 · Pion blanc sur case noire f2 · Roi blanc sur case blanche b1 · Cavalier noir sur case noire e1 | Cavalier blanc sur case blanche d7 · Pion blanc sur case blanche f7 · Pion noir sur case blanche g6 · Dame noire sur case noire h6 · Roi noir sur case blanche d5 · Fou blanc sur case noire e5 · Pion noir sur case noire g5 · Tour blanche sur case blanche c4 · Fou noir sur case noire a3 · Pion blanc sur case noire g3 · Pion noir sur case blanche h3 · Fou blanc sur case blanche a2 · Pion blanc sur case noire b2 · Pion blanc sur case noire f2 · Roi blanc sur case blanche b1 · Cavalier noir sur case noire e1 | Cavalier blanc sur case blanche d7 · Pion blanc sur case blanche f7 · Pion noir sur case blanche g6 · Dame noire sur case noire h6 · Roi noir sur case blanche d5 · Fou blanc sur case noire e5 · Pion noir sur case noire g5 · Tour blanche sur case blanche c4 · Fou noir sur case noire a3 · Pion blanc sur case noire g3 · Pion noir sur case blanche h3 · Fou blanc sur case blanche a2 · Pion blanc sur case noire b2 · Pion blanc sur case noire f2 · Roi blanc sur case blanche b1 · Cavalier noir sur case noire e1 | Cavalier blanc sur case blanche d7 · Pion blanc sur case blanche f7 · Pion noir sur case blanche g6 · Dame noire sur case noire h6 · Roi noir sur case blanche d5 · Fou blanc sur case noire e5 · Pion noir sur case noire g5 · Tour blanche sur case blanche c4 · Fou noir sur case noire a3 · Pion blanc sur case noire g3 · Pion noir sur case blanche h3 · Fou blanc sur case blanche a2 · Pion blanc sur case noire b2 · Pion blanc sur case noire f2 · Roi blanc sur case blanche b1 · Cavalier noir sur case noire e1 | Cavalier blanc sur case blanche d7 · Pion blanc sur case blanche f7 · Pion noir sur case blanche g6 · Dame noire sur case noire h6 · Roi noir sur case blanche d5 · Fou blanc sur case noire e5 · Pion noir sur case noire g5 · Tour blanche sur case blanche c4 · Fou noir sur case noire a3 · Pion blanc sur case noire g3 · Pion noir sur case blanche h3 · Fou blanc sur case blanche a2 · Pion blanc sur case noire b2 · Pion blanc sur case noire f2 · Roi blanc sur case blanche b1 · Cavalier noir sur case noire e1 | Cavalier blanc sur case blanche d7 · Pion blanc sur case blanche f7 · Pion noir sur case blanche g6 · Dame noire sur case noire h6 · Roi noir sur case blanche d5 · Fou blanc sur case noire e5 · Pion noir sur case noire g5 · Tour blanche sur case blanche c4 · Fou noir sur case noire a3 · Pion blanc sur case noire g3 · Pion noir sur case blanche h3 · Fou blanc sur case blanche a2 · Pion blanc sur case noire b2 · Pion blanc sur case noire f2 · Roi blanc sur case blanche b1 · Cavalier noir sur case noire e1 | Cavalier blanc sur case blanche d7 · Pion blanc sur case blanche f7 · Pion noir sur case blanche g6 · Dame noire sur case noire h6 · Roi noir sur case blanche d5 · Fou blanc sur case noire e5 · Pion noir sur case noire g5 · Tour blanche sur case blanche c4 · Fou noir sur case noire a3 · Pion blanc sur case noire g3 · Pion noir sur case blanche h3 · Fou blanc sur case blanche a2 · Pion blanc sur case noire b2 · Pion blanc sur case noire f2 · Roi blanc sur case blanche b1 · Cavalier noir sur case noire e1 | Cavalier blanc sur case blanche d7 · Pion blanc sur case blanche f7 · Pion noir sur case blanche g6 · Dame noire sur case noire h6 · Roi noir sur case blanche d5 · Fou blanc sur case noire e5 · Pion noir sur case noire g5 · Tour blanche sur case blanche c4 · Fou noir sur case noire a3 · Pion blanc sur case noire g3 · Pion noir sur case blanche h3 · Fou blanc sur case blanche a2 · Pion blanc sur case noire b2 · Pion blanc sur case noire f2 · Roi blanc sur case blanche b1 · Cavalier noir sur case noire e1 | 6 |
| 5 | Cavalier blanc sur case blanche d7 · Pion blanc sur case blanche f7 · Pion noir sur case blanche g6 · Dame noire sur case noire h6 · Roi noir sur case blanche d5 · Fou blanc sur case noire e5 · Pion noir sur case noire g5 · Tour blanche sur case blanche c4 · Fou noir sur case noire a3 · Pion blanc sur case noire g3 · Pion noir sur case blanche h3 · Fou blanc sur case blanche a2 · Pion blanc sur case noire b2 · Pion blanc sur case noire f2 · Roi blanc sur case blanche b1 · Cavalier noir sur case noire e1 | Cavalier blanc sur case blanche d7 · Pion blanc sur case blanche f7 · Pion noir sur case blanche g6 · Dame noire sur case noire h6 · Roi noir sur case blanche d5 · Fou blanc sur case noire e5 · Pion noir sur case noire g5 · Tour blanche sur case blanche c4 · Fou noir sur case noire a3 · Pion blanc sur case noire g3 · Pion noir sur case blanche h3 · Fou blanc sur case blanche a2 · Pion blanc sur case noire b2 · Pion blanc sur case noire f2 · Roi blanc sur case blanche b1 · Cavalier noir sur case noire e1 | Cavalier blanc sur case blanche d7 · Pion blanc sur case blanche f7 · Pion noir sur case blanche g6 · Dame noire sur case noire h6 · Roi noir sur case blanche d5 · Fou blanc sur case noire e5 · Pion noir sur case noire g5 · Tour blanche sur case blanche c4 · Fou noir sur case noire a3 · Pion blanc sur case noire g3 · Pion noir sur case blanche h3 · Fou blanc sur case blanche a2 · Pion blanc sur case noire b2 · Pion blanc sur case noire f2 · Roi blanc sur case blanche b1 · Cavalier noir sur case noire e1 | Cavalier blanc sur case blanche d7 · Pion blanc sur case blanche f7 · Pion noir sur case blanche g6 · Dame noire sur case noire h6 · Roi noir sur case blanche d5 · Fou blanc sur case noire e5 · Pion noir sur case noire g5 · Tour blanche sur case blanche c4 · Fou noir sur case noire a3 · Pion blanc sur case noire g3 · Pion noir sur case blanche h3 · Fou blanc sur case blanche a2 · Pion blanc sur case noire b2 · Pion blanc sur case noire f2 · Roi blanc sur case blanche b1 · Cavalier noir sur case noire e1 | Cavalier blanc sur case blanche d7 · Pion blanc sur case blanche f7 · Pion noir sur case blanche g6 · Dame noire sur case noire h6 · Roi noir sur case blanche d5 · Fou blanc sur case noire e5 · Pion noir sur case noire g5 · Tour blanche sur case blanche c4 · Fou noir sur case noire a3 · Pion blanc sur case noire g3 · Pion noir sur case blanche h3 · Fou blanc sur case blanche a2 · Pion blanc sur case noire b2 · Pion blanc sur case noire f2 · Roi blanc sur case blanche b1 · Cavalier noir sur case noire e1 | Cavalier blanc sur case blanche d7 · Pion blanc sur case blanche f7 · Pion noir sur case blanche g6 · Dame noire sur case noire h6 · Roi noir sur case blanche d5 · Fou blanc sur case noire e5 · Pion noir sur case noire g5 · Tour blanche sur case blanche c4 · Fou noir sur case noire a3 · Pion blanc sur case noire g3 · Pion noir sur case blanche h3 · Fou blanc sur case blanche a2 · Pion blanc sur case noire b2 · Pion blanc sur case noire f2 · Roi blanc sur case blanche b1 · Cavalier noir sur case noire e1 | Cavalier blanc sur case blanche d7 · Pion blanc sur case blanche f7 · Pion noir sur case blanche g6 · Dame noire sur case noire h6 · Roi noir sur case blanche d5 · Fou blanc sur case noire e5 · Pion noir sur case noire g5 · Tour blanche sur case blanche c4 · Fou noir sur case noire a3 · Pion blanc sur case noire g3 · Pion noir sur case blanche h3 · Fou blanc sur case blanche a2 · Pion blanc sur case noire b2 · Pion blanc sur case noire f2 · Roi blanc sur case blanche b1 · Cavalier noir sur case noire e1 | Cavalier blanc sur case blanche d7 · Pion blanc sur case blanche f7 · Pion noir sur case blanche g6 · Dame noire sur case noire h6 · Roi noir sur case blanche d5 · Fou blanc sur case noire e5 · Pion noir sur case noire g5 · Tour blanche sur case blanche c4 · Fou noir sur case noire a3 · Pion blanc sur case noire g3 · Pion noir sur case blanche h3 · Fou blanc sur case blanche a2 · Pion blanc sur case noire b2 · Pion blanc sur case noire f2 · Roi blanc sur case blanche b1 · Cavalier noir sur case noire e1 | 5 |
| 4 | Cavalier blanc sur case blanche d7 · Pion blanc sur case blanche f7 · Pion noir sur case blanche g6 · Dame noire sur case noire h6 · Roi noir sur case blanche d5 · Fou blanc sur case noire e5 · Pion noir sur case noire g5 · Tour blanche sur case blanche c4 · Fou noir sur case noire a3 · Pion blanc sur case noire g3 · Pion noir sur case blanche h3 · Fou blanc sur case blanche a2 · Pion blanc sur case noire b2 · Pion blanc sur case noire f2 · Roi blanc sur case blanche b1 · Cavalier noir sur case noire e1 | Cavalier blanc sur case blanche d7 · Pion blanc sur case blanche f7 · Pion noir sur case blanche g6 · Dame noire sur case noire h6 · Roi noir sur case blanche d5 · Fou blanc sur case noire e5 · Pion noir sur case noire g5 · Tour blanche sur case blanche c4 · Fou noir sur case noire a3 · Pion blanc sur case noire g3 · Pion noir sur case blanche h3 · Fou blanc sur case blanche a2 · Pion blanc sur case noire b2 · Pion blanc sur case noire f2 · Roi blanc sur case blanche b1 · Cavalier noir sur case noire e1 | Cavalier blanc sur case blanche d7 · Pion blanc sur case blanche f7 · Pion noir sur case blanche g6 · Dame noire sur case noire h6 · Roi noir sur case blanche d5 · Fou blanc sur case noire e5 · Pion noir sur case noire g5 · Tour blanche sur case blanche c4 · Fou noir sur case noire a3 · Pion blanc sur case noire g3 · Pion noir sur case blanche h3 · Fou blanc sur case blanche a2 · Pion blanc sur case noire b2 · Pion blanc sur case noire f2 · Roi blanc sur case blanche b1 · Cavalier noir sur case noire e1 | Cavalier blanc sur case blanche d7 · Pion blanc sur case blanche f7 · Pion noir sur case blanche g6 · Dame noire sur case noire h6 · Roi noir sur case blanche d5 · Fou blanc sur case noire e5 · Pion noir sur case noire g5 · Tour blanche sur case blanche c4 · Fou noir sur case noire a3 · Pion blanc sur case noire g3 · Pion noir sur case blanche h3 · Fou blanc sur case blanche a2 · Pion blanc sur case noire b2 · Pion blanc sur case noire f2 · Roi blanc sur case blanche b1 · Cavalier noir sur case noire e1 | Cavalier blanc sur case blanche d7 · Pion blanc sur case blanche f7 · Pion noir sur case blanche g6 · Dame noire sur case noire h6 · Roi noir sur case blanche d5 · Fou blanc sur case noire e5 · Pion noir sur case noire g5 · Tour blanche sur case blanche c4 · Fou noir sur case noire a3 · Pion blanc sur case noire g3 · Pion noir sur case blanche h3 · Fou blanc sur case blanche a2 · Pion blanc sur case noire b2 · Pion blanc sur case noire f2 · Roi blanc sur case blanche b1 · Cavalier noir sur case noire e1 | Cavalier blanc sur case blanche d7 · Pion blanc sur case blanche f7 · Pion noir sur case blanche g6 · Dame noire sur case noire h6 · Roi noir sur case blanche d5 · Fou blanc sur case noire e5 · Pion noir sur case noire g5 · Tour blanche sur case blanche c4 · Fou noir sur case noire a3 · Pion blanc sur case noire g3 · Pion noir sur case blanche h3 · Fou blanc sur case blanche a2 · Pion blanc sur case noire b2 · Pion blanc sur case noire f2 · Roi blanc sur case blanche b1 · Cavalier noir sur case noire e1 | Cavalier blanc sur case blanche d7 · Pion blanc sur case blanche f7 · Pion noir sur case blanche g6 · Dame noire sur case noire h6 · Roi noir sur case blanche d5 · Fou blanc sur case noire e5 · Pion noir sur case noire g5 · Tour blanche sur case blanche c4 · Fou noir sur case noire a3 · Pion blanc sur case noire g3 · Pion noir sur case blanche h3 · Fou blanc sur case blanche a2 · Pion blanc sur case noire b2 · Pion blanc sur case noire f2 · Roi blanc sur case blanche b1 · Cavalier noir sur case noire e1 | Cavalier blanc sur case blanche d7 · Pion blanc sur case blanche f7 · Pion noir sur case blanche g6 · Dame noire sur case noire h6 · Roi noir sur case blanche d5 · Fou blanc sur case noire e5 · Pion noir sur case noire g5 · Tour blanche sur case blanche c4 · Fou noir sur case noire a3 · Pion blanc sur case noire g3 · Pion noir sur case blanche h3 · Fou blanc sur case blanche a2 · Pion blanc sur case noire b2 · Pion blanc sur case noire f2 · Roi blanc sur case blanche b1 · Cavalier noir sur case noire e1 | 4 |
| 3 | Cavalier blanc sur case blanche d7 · Pion blanc sur case blanche f7 · Pion noir sur case blanche g6 · Dame noire sur case noire h6 · Roi noir sur case blanche d5 · Fou blanc sur case noire e5 · Pion noir sur case noire g5 · Tour blanche sur case blanche c4 · Fou noir sur case noire a3 · Pion blanc sur case noire g3 · Pion noir sur case blanche h3 · Fou blanc sur case blanche a2 · Pion blanc sur case noire b2 · Pion blanc sur case noire f2 · Roi blanc sur case blanche b1 · Cavalier noir sur case noire e1 | Cavalier blanc sur case blanche d7 · Pion blanc sur case blanche f7 · Pion noir sur case blanche g6 · Dame noire sur case noire h6 · Roi noir sur case blanche d5 · Fou blanc sur case noire e5 · Pion noir sur case noire g5 · Tour blanche sur case blanche c4 · Fou noir sur case noire a3 · Pion blanc sur case noire g3 · Pion noir sur case blanche h3 · Fou blanc sur case blanche a2 · Pion blanc sur case noire b2 · Pion blanc sur case noire f2 · Roi blanc sur case blanche b1 · Cavalier noir sur case noire e1 | Cavalier blanc sur case blanche d7 · Pion blanc sur case blanche f7 · Pion noir sur case blanche g6 · Dame noire sur case noire h6 · Roi noir sur case blanche d5 · Fou blanc sur case noire e5 · Pion noir sur case noire g5 · Tour blanche sur case blanche c4 · Fou noir sur case noire a3 · Pion blanc sur case noire g3 · Pion noir sur case blanche h3 · Fou blanc sur case blanche a2 · Pion blanc sur case noire b2 · Pion blanc sur case noire f2 · Roi blanc sur case blanche b1 · Cavalier noir sur case noire e1 | Cavalier blanc sur case blanche d7 · Pion blanc sur case blanche f7 · Pion noir sur case blanche g6 · Dame noire sur case noire h6 · Roi noir sur case blanche d5 · Fou blanc sur case noire e5 · Pion noir sur case noire g5 · Tour blanche sur case blanche c4 · Fou noir sur case noire a3 · Pion blanc sur case noire g3 · Pion noir sur case blanche h3 · Fou blanc sur case blanche a2 · Pion blanc sur case noire b2 · Pion blanc sur case noire f2 · Roi blanc sur case blanche b1 · Cavalier noir sur case noire e1 | Cavalier blanc sur case blanche d7 · Pion blanc sur case blanche f7 · Pion noir sur case blanche g6 · Dame noire sur case noire h6 · Roi noir sur case blanche d5 · Fou blanc sur case noire e5 · Pion noir sur case noire g5 · Tour blanche sur case blanche c4 · Fou noir sur case noire a3 · Pion blanc sur case noire g3 · Pion noir sur case blanche h3 · Fou blanc sur case blanche a2 · Pion blanc sur case noire b2 · Pion blanc sur case noire f2 · Roi blanc sur case blanche b1 · Cavalier noir sur case noire e1 | Cavalier blanc sur case blanche d7 · Pion blanc sur case blanche f7 · Pion noir sur case blanche g6 · Dame noire sur case noire h6 · Roi noir sur case blanche d5 · Fou blanc sur case noire e5 · Pion noir sur case noire g5 · Tour blanche sur case blanche c4 · Fou noir sur case noire a3 · Pion blanc sur case noire g3 · Pion noir sur case blanche h3 · Fou blanc sur case blanche a2 · Pion blanc sur case noire b2 · Pion blanc sur case noire f2 · Roi blanc sur case blanche b1 · Cavalier noir sur case noire e1 | Cavalier blanc sur case blanche d7 · Pion blanc sur case blanche f7 · Pion noir sur case blanche g6 · Dame noire sur case noire h6 · Roi noir sur case blanche d5 · Fou blanc sur case noire e5 · Pion noir sur case noire g5 · Tour blanche sur case blanche c4 · Fou noir sur case noire a3 · Pion blanc sur case noire g3 · Pion noir sur case blanche h3 · Fou blanc sur case blanche a2 · Pion blanc sur case noire b2 · Pion blanc sur case noire f2 · Roi blanc sur case blanche b1 · Cavalier noir sur case noire e1 | Cavalier blanc sur case blanche d7 · Pion blanc sur case blanche f7 · Pion noir sur case blanche g6 · Dame noire sur case noire h6 · Roi noir sur case blanche d5 · Fou blanc sur case noire e5 · Pion noir sur case noire g5 · Tour blanche sur case blanche c4 · Fou noir sur case noire a3 · Pion blanc sur case noire g3 · Pion noir sur case blanche h3 · Fou blanc sur case blanche a2 · Pion blanc sur case noire b2 · Pion blanc sur case noire f2 · Roi blanc sur case blanche b1 · Cavalier noir sur case noire e1 | 3 |
| 2 | Cavalier blanc sur case blanche d7 · Pion blanc sur case blanche f7 · Pion noir sur case blanche g6 · Dame noire sur case noire h6 · Roi noir sur case blanche d5 · Fou blanc sur case noire e5 · Pion noir sur case noire g5 · Tour blanche sur case blanche c4 · Fou noir sur case noire a3 · Pion blanc sur case noire g3 · Pion noir sur case blanche h3 · Fou blanc sur case blanche a2 · Pion blanc sur case noire b2 · Pion blanc sur case noire f2 · Roi blanc sur case blanche b1 · Cavalier noir sur case noire e1 | Cavalier blanc sur case blanche d7 · Pion blanc sur case blanche f7 · Pion noir sur case blanche g6 · Dame noire sur case noire h6 · Roi noir sur case blanche d5 · Fou blanc sur case noire e5 · Pion noir sur case noire g5 · Tour blanche sur case blanche c4 · Fou noir sur case noire a3 · Pion blanc sur case noire g3 · Pion noir sur case blanche h3 · Fou blanc sur case blanche a2 · Pion blanc sur case noire b2 · Pion blanc sur case noire f2 · Roi blanc sur case blanche b1 · Cavalier noir sur case noire e1 | Cavalier blanc sur case blanche d7 · Pion blanc sur case blanche f7 · Pion noir sur case blanche g6 · Dame noire sur case noire h6 · Roi noir sur case blanche d5 · Fou blanc sur case noire e5 · Pion noir sur case noire g5 · Tour blanche sur case blanche c4 · Fou noir sur case noire a3 · Pion blanc sur case noire g3 · Pion noir sur case blanche h3 · Fou blanc sur case blanche a2 · Pion blanc sur case noire b2 · Pion blanc sur case noire f2 · Roi blanc sur case blanche b1 · Cavalier noir sur case noire e1 | Cavalier blanc sur case blanche d7 · Pion blanc sur case blanche f7 · Pion noir sur case blanche g6 · Dame noire sur case noire h6 · Roi noir sur case blanche d5 · Fou blanc sur case noire e5 · Pion noir sur case noire g5 · Tour blanche sur case blanche c4 · Fou noir sur case noire a3 · Pion blanc sur case noire g3 · Pion noir sur case blanche h3 · Fou blanc sur case blanche a2 · Pion blanc sur case noire b2 · Pion blanc sur case noire f2 · Roi blanc sur case blanche b1 · Cavalier noir sur case noire e1 | Cavalier blanc sur case blanche d7 · Pion blanc sur case blanche f7 · Pion noir sur case blanche g6 · Dame noire sur case noire h6 · Roi noir sur case blanche d5 · Fou blanc sur case noire e5 · Pion noir sur case noire g5 · Tour blanche sur case blanche c4 · Fou noir sur case noire a3 · Pion blanc sur case noire g3 · Pion noir sur case blanche h3 · Fou blanc sur case blanche a2 · Pion blanc sur case noire b2 · Pion blanc sur case noire f2 · Roi blanc sur case blanche b1 · Cavalier noir sur case noire e1 | Cavalier blanc sur case blanche d7 · Pion blanc sur case blanche f7 · Pion noir sur case blanche g6 · Dame noire sur case noire h6 · Roi noir sur case blanche d5 · Fou blanc sur case noire e5 · Pion noir sur case noire g5 · Tour blanche sur case blanche c4 · Fou noir sur case noire a3 · Pion blanc sur case noire g3 · Pion noir sur case blanche h3 · Fou blanc sur case blanche a2 · Pion blanc sur case noire b2 · Pion blanc sur case noire f2 · Roi blanc sur case blanche b1 · Cavalier noir sur case noire e1 | Cavalier blanc sur case blanche d7 · Pion blanc sur case blanche f7 · Pion noir sur case blanche g6 · Dame noire sur case noire h6 · Roi noir sur case blanche d5 · Fou blanc sur case noire e5 · Pion noir sur case noire g5 · Tour blanche sur case blanche c4 · Fou noir sur case noire a3 · Pion blanc sur case noire g3 · Pion noir sur case blanche h3 · Fou blanc sur case blanche a2 · Pion blanc sur case noire b2 · Pion blanc sur case noire f2 · Roi blanc sur case blanche b1 · Cavalier noir sur case noire e1 | Cavalier blanc sur case blanche d7 · Pion blanc sur case blanche f7 · Pion noir sur case blanche g6 · Dame noire sur case noire h6 · Roi noir sur case blanche d5 · Fou blanc sur case noire e5 · Pion noir sur case noire g5 · Tour blanche sur case blanche c4 · Fou noir sur case noire a3 · Pion blanc sur case noire g3 · Pion noir sur case blanche h3 · Fou blanc sur case blanche a2 · Pion blanc sur case noire b2 · Pion blanc sur case noire f2 · Roi blanc sur case blanche b1 · Cavalier noir sur case noire e1 | 2 |
| 1 | Cavalier blanc sur case blanche d7 · Pion blanc sur case blanche f7 · Pion noir sur case blanche g6 · Dame noire sur case noire h6 · Roi noir sur case blanche d5 · Fou blanc sur case noire e5 · Pion noir sur case noire g5 · Tour blanche sur case blanche c4 · Fou noir sur case noire a3 · Pion blanc sur case noire g3 · Pion noir sur case blanche h3 · Fou blanc sur case blanche a2 · Pion blanc sur case noire b2 · Pion blanc sur case noire f2 · Roi blanc sur case blanche b1 · Cavalier noir sur case noire e1 | Cavalier blanc sur case blanche d7 · Pion blanc sur case blanche f7 · Pion noir sur case blanche g6 · Dame noire sur case noire h6 · Roi noir sur case blanche d5 · Fou blanc sur case noire e5 · Pion noir sur case noire g5 · Tour blanche sur case blanche c4 · Fou noir sur case noire a3 · Pion blanc sur case noire g3 · Pion noir sur case blanche h3 · Fou blanc sur case blanche a2 · Pion blanc sur case noire b2 · Pion blanc sur case noire f2 · Roi blanc sur case blanche b1 · Cavalier noir sur case noire e1 | Cavalier blanc sur case blanche d7 · Pion blanc sur case blanche f7 · Pion noir sur case blanche g6 · Dame noire sur case noire h6 · Roi noir sur case blanche d5 · Fou blanc sur case noire e5 · Pion noir sur case noire g5 · Tour blanche sur case blanche c4 · Fou noir sur case noire a3 · Pion blanc sur case noire g3 · Pion noir sur case blanche h3 · Fou blanc sur case blanche a2 · Pion blanc sur case noire b2 · Pion blanc sur case noire f2 · Roi blanc sur case blanche b1 · Cavalier noir sur case noire e1 | Cavalier blanc sur case blanche d7 · Pion blanc sur case blanche f7 · Pion noir sur case blanche g6 · Dame noire sur case noire h6 · Roi noir sur case blanche d5 · Fou blanc sur case noire e5 · Pion noir sur case noire g5 · Tour blanche sur case blanche c4 · Fou noir sur case noire a3 · Pion blanc sur case noire g3 · Pion noir sur case blanche h3 · Fou blanc sur case blanche a2 · Pion blanc sur case noire b2 · Pion blanc sur case noire f2 · Roi blanc sur case blanche b1 · Cavalier noir sur case noire e1 | Cavalier blanc sur case blanche d7 · Pion blanc sur case blanche f7 · Pion noir sur case blanche g6 · Dame noire sur case noire h6 · Roi noir sur case blanche d5 · Fou blanc sur case noire e5 · Pion noir sur case noire g5 · Tour blanche sur case blanche c4 · Fou noir sur case noire a3 · Pion blanc sur case noire g3 · Pion noir sur case blanche h3 · Fou blanc sur case blanche a2 · Pion blanc sur case noire b2 · Pion blanc sur case noire f2 · Roi blanc sur case blanche b1 · Cavalier noir sur case noire e1 | Cavalier blanc sur case blanche d7 · Pion blanc sur case blanche f7 · Pion noir sur case blanche g6 · Dame noire sur case noire h6 · Roi noir sur case blanche d5 · Fou blanc sur case noire e5 · Pion noir sur case noire g5 · Tour blanche sur case blanche c4 · Fou noir sur case noire a3 · Pion blanc sur case noire g3 · Pion noir sur case blanche h3 · Fou blanc sur case blanche a2 · Pion blanc sur case noire b2 · Pion blanc sur case noire f2 · Roi blanc sur case blanche b1 · Cavalier noir sur case noire e1 | Cavalier blanc sur case blanche d7 · Pion blanc sur case blanche f7 · Pion noir sur case blanche g6 · Dame noire sur case noire h6 · Roi noir sur case blanche d5 · Fou blanc sur case noire e5 · Pion noir sur case noire g5 · Tour blanche sur case blanche c4 · Fou noir sur case noire a3 · Pion blanc sur case noire g3 · Pion noir sur case blanche h3 · Fou blanc sur case blanche a2 · Pion blanc sur case noire b2 · Pion blanc sur case noire f2 · Roi blanc sur case blanche b1 · Cavalier noir sur case noire e1 | Cavalier blanc sur case blanche d7 · Pion blanc sur case blanche f7 · Pion noir sur case blanche g6 · Dame noire sur case noire h6 · Roi noir sur case blanche d5 · Fou blanc sur case noire e5 · Pion noir sur case noire g5 · Tour blanche sur case blanche c4 · Fou noir sur case noire a3 · Pion blanc sur case noire g3 · Pion noir sur case blanche h3 · Fou blanc sur case blanche a2 · Pion blanc sur case noire b2 · Pion blanc sur case noire f2 · Roi blanc sur case blanche b1 · Cavalier noir sur case noire e1 | 1 |
|   | a | b | c | d | e | f | g | h |   |

Solution 
1 g4 ; Fc5
2 Tb4+ ; Rc6
3 Cb8 mat